# Europavej E95
E95 er en næsten 2.527 kilometer lang europavej der begynder i Sankt Petersborg i Rusland og ender i Merzifon i Tyrkiet. Undervejs går den blandt andet gennem: Pskov i Rusland; Homel i Hviderusland; Kyiv og Odessa i Ukraine ...(færge)... Samsun i Tyrkiet. For at komme fra Odessa til Samsun skal Sortehavet krydses i færge; en tur på lige vel 730 kilometers længde.